# František Svátek (Bildhauer)
František Svátek (* 2. Dezember 1945 in Tábor) ist ein tschechischer Techniker und Bildhauer.

## Leben
Bis 1963 absolvierte er die Industriefachschule für Kerntechnik in Prag und anschließend bis 1968 die Kunstgewerbemittelschule für Bildhauerei und Steinmetzen in Hořice, bevor er die Akademie der Bildenden Künste in Prag (Fachrichtung Bildhauerei-Restaurierungen 
im Atelier von Jiří Bradáček) besuchte und 1973 abschloss.
1974 bis 1984 wohnte er mit einer Unterbrechung von zwei Jahren in die Bundesrepublik Deutschland, wo er mit Steinrestaurierungen beschäftigt war und 1981 und 1982 zwei Jahre als Dozent Bildhauertechniken an der Universität Kassel unterrichtete. Die Unterbrechung ergab sich durch ein Stipendium an einem Institut für Restaurierungen in Rom (Arbeit an römischen Fresken und Mosaiken). 
1984 übersiedelte er nach Italien, wo er 1985 und 1986 zwei Jahre als Dozent Bildhauertechniken am Centro Europeo per la Conservazione del Patrimonio Architettonico in Venedig lehrte. Anschließend hielt er sich mehrere Jahre in der Schweiz auf.
1988 begann an Symposien teilzunehmen und seine Werke auszustellen.
1997 kehrte er nach Tschechien zurück, wo er mit seiner Frau, Barbora Blahutová (* 1941 in Veselí nad Lužnicí), die ebenfalls Bildhauerin ist, in einem Bauernhaus im Dorf Vlastiboř in der Nähe der Kleinstadt Soběslav im Bezirk Tabor arbeitet und lebt. Auch die beiden Töchter Francesca und Alessandra sind nach entsprechender Ausbildung in Český Krumlov sowie im europäischen Ausland künstlerisch tätig.

## Werke
Sein Schaffen im Bereich der Kinetischen Kunst umfasst u. a. hydrokinetische Skulpturen aus Stein sowie Windobjekte.
Sváteks Granit- und Marmorplastiken entbehren nicht des Humors: Ein raffiniertes System von Wasserführungen bringt oft tonnenschwere, minutiös gearbeitete Steine in Bewegung, angesammeltes Wasser entlädt sich plätschernd und überlässt dem Stein die Aufgabe sich wieder ins Gleichgewicht zu bringen, schon wieder angestautes Wasser setzt das ironische Spiel erneut in Bewegung.

## Ausstellungen
Einzelausstellungen fanden in Rom, Florenz (Fortezza da Basso), Verona, Vicenza, Prag, Brünn, Pilsen, Neuhaus  und anderen Städten Tschechiens statt. In Österreich stellte er im temporären Skulpturenpark Viehofener See in St. Pölten aus. 2012 sind einige seiner Werke im Heimathaus-Stadtmuseum Perg sowie an mehreren Standorten verteilt in der Stadt Perg zu sehen. 
Er nahm an Ausstellungen in Los Angeles, Monza, Novara, Mailand, Bremen, Passau und in Olten (Kunstmuseum Olten) in der Schweiz teil.